# Зеєв Бойм
Зєев Бойм (івр. זאב בוים; 30 квітня 1943, Єрусалим, Палестина — 18 березня 2011, Нью-Йорк) — ізраїльський політик. Депутат Кнесету 14,15,16,17,18 скликань. Обіймав різні міністерські пости. Був мером міста Кирьят-Гат.
Народився 30 квітня 1943 Єрусалимі.
Служив в Армії Оборони Ізраїлю в бригаді Нахаль. Був командиром танкової роти. Звільнився в запас після закінчення військової служби в званні майора.
Був директором середньої школи в місті Кирьят-Гат.
У 1986—1996 був мером міста Кирьят-Гат.
У 1996 році був обраний в Кнесет 14 скликання від партії «Лікуд».
Депутатський мандат кнесету 15 скликання отримав в результаті обрання Моше Кацава Президентом Ізраїлю, як наступний за партійним списком кандидат.
5 березня 2003 стає заступником міністра оборони Ізраїлю в уряді Аріеля Шарона. Зі створенням партії «Кадіма» в листопаді 2005 покидає лави «Лікуду» і переходить в нову партію.
18 січня 2006 призначений на посади міністра будівництва і міністра сільського господарства.
4 травня 2006 призначений на посаду міністра репатріації та абсорбції, будучи обраним в Кнесет 17 скликання від партії «Кадіма» (15 місце в списку).
4 липня 2007 призначений на посаду міністра будівництва.
Обраний в Кнесет 18 скликання (6 місце передвиборчого списку партії «Кадіма»), в опозиції.
Був одружений, мав 3 дітей.